# Koutchourhan
Le Koutchourhan (en ukrainien et en russe : Кучурган, en roumain : Cuciurgan) est une rivière d'Europe de l'Est, affluent en rive gauche du Dniestr. Elle a une longueur de 109 kilomètres et son bassin s'étend sur 2 090 km2.

## Géographie
Il prend sa source sur le plateau de Podolie, puis s'écoule vers le sud-sud-est en formant la frontière entre la Moldavie (région autonome de Transnistrie) et l'Ukraine (oblast d'Odessa),. Il rejoint le Turunchuk, bras oriental du Dniestr, à environ 40 km au sud-est de Tiraspol, la capitale de la Transnistrie.
Peu avant sa confluence, le Koutchourhan forme un important lac artificiel, le lac Koutchourhan.